# حمله اعراب به پارس
حملهٔ اعراب به پارس از ۶۳۸/۹ تا ۶۵۰/۱ میلادی صورت گرفت و با مطیع‌سازی استان مهم ساسانی پارس به خلافت راشدین پایان یافت. بیشتر فتوحات در پارس در دوران عمر رخ داد. بیشتر شهرها پس از فتح دست به شورش زدند و همگی سرکوب شدند. خونین‌ترین سرکوب مربوط به استخر بود که طی آن ۴۰٬۰۰۰ ایرانی کشته شدند.
فتح این منطقه برای اعراب بسیار سخت بود؛ به اندازه‌ای که عمر به مردم بصره می‌گفت سواد عراق و اهواز از آن شما باشد اما ای کاش بین ما و فارس (در روایتی:جبال) کوهی از آتش قرار داشت که نه ما به آنان برسیم و نه آن‌ها به ما برسند.

## پیش‌زمینه
پارس از جهت تاریخ سیاسی در دورهٔ ساسانی و اوایل دورهٔ اسلامی یک استان بوده و شامل استان‌های فارس، بوشهر، استان هرمزگان، کهگیلویه و بویراحمد و حتی استان یزد و شهرستان بهبهان از استان خوزستان امروزی بوده‌است. پارس در این دوره به پنج خوره (کوره) تقسیم شده‌بود. این پنج کوره که در دورهٔ بعد از اسلام نیز برقرار بودند، عبارتند از:
- کورهٔ استخر که پایتخت آن استخر بود و تخت جمشید در آن قرار داشت.
- کورهٔ دارابگرد که مرکز آن شهر دارابگرد بود.
- کورهٔ اردشیر یا اردشیرخوره که پایتخت آن شهر جور (فیروزآباد فعلی) بود.
- کورهٔ شاپور یا شاپورخوره که پایتخت آن شهر شاپور یا بیشابور (۱۸ کیلومتری کازرون فعلی) نام داشت.
- کورهٔ قباد یا قبادخوره که پایتخت آن شهر اَرَّگان یا اَرَّجان (در نزدیکی بهبهان کنونی) بود.[۲]

از شهرهای مهم استان پارس استخر، بیشاپور، گور، دارابگرد، فسا، جهرم، استهبان، اَرَّجان، کثه، جنابه، مَهرویان، غُندِجان، توج، نوبندجان، بیضا، سیراف، یزدخواست، جویُم، ایج، نَجیرُم، ریشهر، سینیز، قَطرویه و مِشکان را می‌توان نام برد.

## حمله‌های اعراب

نقشه پارس در دوره ساسانی

### فتح خارگ
عَلاء بن الحَضرَمی در زمان عمر والی بحرین بود. او در سال ۶۳۸ میلادی عَرفَجة بن هَرثَمه را بدون اجازهٔ عمر راهی فارس کرد و او توانست جزیرهٔ لارو (احتمالا جزیرهٔ خارگ) را در دریای فارس فتح کند. عمر به پیروی از ابوبکر با جنگ‌های دریایی موافق نبود و وقتی خبر این فتح به او رسید علاء را سرزنش کرد و در عین حال آن را آغاز فتح فارس دانست.

### جنگ طاووس
علاء در سال ۶۴۲ میلادی برای دومین بار بدون اجازهٔ عمر سپاهی را به جنگ پارس فرستاد. علاء سپاه خود را به سه دسته تقسیم کرد؛ یکی تحت فرماندهی جارود بن مُعَلّیٰ، گروهی دیگر تحت فرماندهی سَوّار بن هَمّام و گروه دیگر تحت فرماندهی خُلَید بن مُنذِر بن ساویٰ (پسر فرماندارِ ساسانیِ بحرین). گروه اول با ورود به پارس مورد حملهٔ ایرانیان قرار گرفتند و به سرعت شکست خوردند. جارود نیز در همین جنگ کشته شد. به زودی همین اتفاق برای گروه دوم نیز رخ داد.
اقبال گروه سوم با وجود شکست دو گروه پیشین بیشتر بود. خلید موفق به پیشروی تا استخر شد. او قصد داشت استخر را پیش از این که سایر ایرانیان باخبر شوند، محاصره کنند و با فتح آن شهر دیگر شهرهای میان آن تا دریا را تصرف نمایند. ولی هربد، سپهسالار فارس، از آمدن اعراب و قصد آن‌ها خبردار شد و با سپاهی بزرگ در کرانهٔ دریای فارس به تعقیب آنان شتافت. سرانجام جنگ سختی میان ایرانیان و اعراب درگرفت و سپاه عرب شکست خورد و وادار به رهاسازی محاصرهٔ استخر شد. این جنگ در تاریخ به جنگ طاووس مشهور است. بازماندگان سپاه عرب نتوانستند به بحرین بازگردند چرا که ایرانیان راه دریا را بسته بودند. آن‌ها به ناچار در همان پارس اردو زدند و به پایداری پرداختند.
عمر با اطلاع از حملهٔ علاء به پارس و گرفتاری سپاه عرب عثمان بن ابی‌العاص را به عنوان فرماندار بحرین جایگزین کرد و به عُتبة بن غَزوان، فرماندار بصره، دستور داد تا برای خلید نیروی کمکی بفرستد. عتبه سپاهی دوازده‌هزارنفری را به فرماندهی ابوسَبره راهی فارس کرد. خلید در سال ۶۴۳ با کمک آن سپاه توانست از محاصرهٔ ایرانیان خارج شود و با برخی از افرادش به بحرین عقب‌نشینی کرد. گروهی دیگر از سپاهیان او نیز به بصره بازگشتند. در این جنگ، بیش از همه، مردم استخر، به فرماندهی شَهرَگ، در برابر اعراب مقاومت کردند. این جنگ در دشواری و کثرت نعمتی که به دست مسلمانان افتاد مانند جنگ قادسیه بود.

### فتح توج و ریشهر
عمر پس از تعیین فرماندار جدید بحرین، تمام لشکریان عرب را از بصره، بحرین و عمان بسیج کرد و هر امیر را مأمور فتح یکی از کوره‌های فارس نمود. او عثمان بن ابی‌العاص را مأمور فتح استخر، مُجاشِع بن مسعود را مأمور فتح اردشیرخوره و شاپورخوره و ساریة بن زَنیم را مأمور فتح دارابگرد کرد. عثمان در سال ۶۴۴ با سپاهی دوهزارنفره از قبایل عرب راهی فارس شد. این سپاه در راه، جزیرهٔ ابرکاوان (جزیرهٔ قشم امروزی) را تصرف کرد و سپس رهسپار توج (در تنگستان امروزی) شد و آن جا را نیز گشود. آن قبایل عرب سپس در توج ساکن شدند و پایگاهی نظامی را در آنجا بنا کردند. برخی منابع، برادر عثمان به نام حَکَم را فاتح توج می‌دانند.
پارسیان سپس در نزدیکی توج گرد آمدند تا آن را بازپس بگیرند. دو فرماندهِ دیگر با دریافتن خبر پیروزی اعراب و گردآمدن پارسیان، راهی شهرهایی که مأمور فتح آن بودند شدند. پارسیان نیز پراکنده شدند تا در نواحی مختلف به دفاع بپردازند. از اینجا بود که سستی و شکست به اتحادشان راه یافت. مجاشع مأمور فتح شاپور و اردشیرخوره، در نزدیکی توج با سپاه پارس برخورد نمود و جنگی بزرگ میان دو لشکر درگرفت. سرانجام پارسیان شکست خوردند و توج فتح شد. با این حال، اهالی توج حاضر شدند جزیه دهند و به دین خود باقی بمانند. مجاشع نیز مژدهٔ پیروزی و خمس غنایم را به نزد عمر فرستاد.
زمانی که عثمان بن ابی‌العاص توج را گشود، شهرگ با لشکری به سوی ریشهر (بوشهر امروزی) رفت. در اینجا نیز جنگی درگرفت و لشکر پارسیان شکست خوردند و شهرگ نیز کشته شد. پس از فتح ریشهر، فارس به‌طور کلی ضعیف شد و تا زمان عثمان بن عَفّان تمامی آن به تصرف اعراب درآمد. عمر پس از فتح توج در نامه‌ای از عثمان بن ابی‌العاص خواست تا برادرش حَکَم را به عمان و بحرین گمارد و خود در پارس پیشروی کند. خلیفه نامه‌ای هم به ابوموسی اشعری فرستاد تا به کمک عثمان بشتابد.

### فتح استخر و گور
عثمان که مأمور فتح استخر بود راهی آن شهر شد. او با اهالی استخر در صحرای فراشبند در نزدیکی شهر گور (فیروزآباد امروزی) روبرو شد و با آنان پیکار نمود. پارسیان دوباره شکست خوردند و به سوی استخر عقب‌نشینی کردند. عثمان سپس گور را تصرف کرد و بر اهالی آنجا جزیه مقرر داشت. سپس به سوی استخر شتافت و در راه بلوک خواجه‌ای، مِیمَند، کَوار و کُربال را در میانهٔ راه قتل و غارت نمود. او با رسیدن به استخر کشتار بزرگی به راه انداخت تا اینکه هربد فرماندار استخر با قبول جزیه و گرفتن امان‌نامه، اهل آنجا را آسوده کرد و فراریان بازگشتند. عثمان اهالی بلوک رامجرد، بیضا و کوهمَره را نیز به دادن جزیه و سرشماری واگذاشت و از این طریق غنایم همهٔ شهرها را جمع کرد و خمس آن‌ها را نزد عمر فرستاد و بقیه را میان مردم تقسیم کرد.

### فتح شاپور و اَرَّجان
اعراب در گشایش شاپور با جنگ به کامیابی نرسیدند. عثمان سرانجام در ۶۴۳ با صلح و دریافت مال‌المسالمه و جزیه بیشاپور، نوبندگان و جِره را گشود. عثمان کمی بعد در اواخر حکومت عمر با کمک ابوموسی اشعری اَرَّجان (بهبهان کنونی) را فتح کرد. دیگر شهرهای کورهٔ قبادخوره همه به صلح گشوده شد و مردمانش با جزیه در امان ماندند.
عثمان یک نومسلمان را به نام هرمز بن حیان العبدی برای حمله به شهر معروف به سینیز در ساحل پارس فرستاد. عثمان همچنین با سپاه عرب، جنّابه (گِناوه) را که در آن زمان بندری آباد بود تسخیر کرد و مقدار زیادی طلا و نقره از آنان جزیه گرفت. در آن زمان لشکر لار، قیر، کارزین و فومستان (پارسیان امروزی) در شهر جَهرُم جمع شده بودند و عثمان به قصد جنگ با آنان و فتح جهرم از گناوه راهی این مناطق شد. او در راهش خُنج، اَفزَر و کارزین را گشود و از مردم آن جزیه گرفت. سپاه فارس در نزدیکی جهرم با لشکر عثمان درگیر شد که در نتیجه پارسیان شکست خوردند و جهرم فتح شد. تعداد کشته‌ها در این جنگ آنقدر زیاد بوده که کوهی در غرب جهرم در محل این درگیری به کوه شهدا و دره‌ای نیز به نام درهٔ لاشه (جسد) معروف گردیده‌است.
در سال ۲۳ قمری پس از به قدرت رسیدن عثمان به عنوان خلیفه جدید، ساکنان شاپور به رهبری برادر شهرگ شورش کردند. آنان نیز که دریافتند کاری از پیش نمی‌برند، پس از اندکی پایداری از عثمان امان خواستند و با پرداخت جزیه صلح نمودند. اهالی شاپور برای سومین بار در سال ۲۶ پیمان خود را شکستند و عثمان با ابوموسی اشعری شهر را دوباره به جنگ فتح کرد.

### فتح دارابگرد
ساریة بن زَنیم مأمور فتح دارابگرد (داراب امروزی) بود و با لشکر خود به سوی آنجا حرکت کرد. اهالی دارابگرد با کردان (عشایر فارس) لشکر بزرگی ساختند. اعراب در دشتی به نام دُم دشت که دامنه کوه بنارجان قرار داشت با این سپاه روبرو شدند. آنان برای جلوگیری از محاصره شدن در دشت به کوه پشت سرشان پناه بردند و سرانجام پیروز شدند. هربد با اهدای مال فراوان و تعهد به پرداخت سالیانه دو میلیون درهم به بیت‌المال، برای مردم دارابگرد امان گرفت. بعد از آن فسا نیز با همان شروط مصالحه کرد. فتح این دو شهر به‌طور کلی دو ماه طول کشید.

### آمدن یزدگرد و شورش‌های دوباره
عبدالله بن عامر که توسط خلیفه سوم عثمان به حکومت بصره، اهواز و فارس گماشته شده بود، عبیدالله بن مَعمَر را به عنوان والی روانهٔ پارس کرد. در همین هنگام یزدگرد سوم، شاهنشاه ایران، پس از عقب‌نشینی از جنگ نهاوند به پارس و استخر آمده بود. او در آنجا مورد استقبال قرارگرفت و اقدام به ضرب سکه کرد. اهالی پارس با خبردار شدن از بازگشت یزدگرد، به هواخواهی او همراه با قبیلهٔ شبانکاره شورش کردند. عبیدالله سعی در سرکوب این شورش کرد اما در جنگ با شورشیان کشته شد.
یزدگرد سپس حکومت استخر را به دست هربد سپرد و خود با قبیلهٔ شبانکاره به دارابگرد رفت. چون این خبر به عبدالله بن عامر رسید از بصره به فارس آمد و استخر را با جنگ بازپس‌گرفت. او سپس با هربد صلح نمود و امور پارس را به او واگذاشت. عبدالله مجاشع بن مسعود را به دنبال یزدگرد فرستاد. یزدگرد در دارابگرد توقف نکرد بلکه به سوی کرمان و از آنجا به سیستان و سپس مرو رفت و سرانجام در همان‌جا کشته شد. عبدالله نیز به دارابگرد رفت و با شبانکاره مصالحه نمود و اسماعیل رئیس آنان را نائب کارهای هربد قرار داد و بدین ترتیب نواحی شورشی دارابگرد آرام شدند.
پس از آرام کردن مردم دارابگرد، خبر شورش دوبارهٔ اهل استخر و گور به عبدالله رسید. او به سوی گور پیشروی کرد و آنجا را محاصره نمود. پیش از او هَرِم بن حَیّان نیز گور را محاصره کرده بود ولی نتوانسته بود آن را بگشاید. به گفتهٔ ابن اثیر اعراب چندین سال با اهل گور در جنگ بودند و کسی یارای فتح آن را نداشت. شبی یکی از اعراب در هنگام نماز کیسهٔ نان و گوشتی در کنار خود نهاده بود. ناگهان سگی آمد و آن را برداشت و فرار کرد و از یک راه زیرزمینی وارد شهر شد. این اتفاق سبب شد که مسلمانان از آن راه پنهانی رسیدن به شهر را کشف کنند و با شمشیر آنجا را فتح نمایند. ابن عامر پس از گور، کاریان و فستجان را نیز که دوباره شورش کرده بودند تصرف کرد. عبدالله بن عامر سپس به استخر که آن نیز در شورش بود بازگشت. عبدالله برای گشایش شهر از منجنیق استفاده کرد و پس از فتح آن کشتار زیادی به راه انداخت که آمار آن را بیش از ۴۰٬۰۰۰ نفر ذکر کرده‌اند.
اعراب سپس در صدد سیراف برآمدند و در سال ۲۹ به مدت یک ماه آن را در محاصره نگه داشتند. روزی آن‌ها پس از جنگ با اهالی شهر به لشکرگاه بازآمدند اما برده‌ای مملوک از سپاه عقب افتاد. او امان‌نامه‌ای نوشت و بر تیری نهاد و به سوی پارسیان انداخت. مسلمانان پس از چندی باز به جنگ پارسیان رفتند. پارسیان از حصار خود بیرون آمدند و اعلام کردند که شما خود به ما امان داده‌اید و این امان‌نامه شماست. اعراب به خلیفه در این‌باره نامه نوشتند و او جواب داد که «برده مسلمان از مسلمانان است و پیمان او چون پیمان شماست. امان‌نامه او را معتبر دارید». اعراب نیز فرمان خلیفه را اطاعت کردند. بدین ترتیب فتح پارس توسط مسلمانان پایان یافت و به مرور زمان اهالی پارس مسلمان شدند. ساکنان آن بعداً نیز چندین بار علیه اعراب شورش کردند.